# Georg-Brandes-Preis
Der Georg-Brandes-Preis (dänisch: Georg Brandes-Prisen) ist ein dänischer Literaturpreis, der seit 1969 von der Literaturkritikergilde (Litteraturkritikernes Lav, gegründet 1966) vergeben wird. Der mit 75.000 dänischen Kronen (Stand 2020) dotierte Preis ehrt ein herausragendes  Werk auf dem Gebiet der Literaturkritik oder der Literaturforschung. Der Preisträger wird von einem dreiköpfigen Ausschuss nominiert und auf der Jahreshauptversammlung der Literaturkritikergilde in einer Abstimmung unter allen Mitgliedern gekürt. Namensgeber des Preises ist der Schriftsteller und Philosoph Georg Brandes (1842–1927). Neben dem Georg-Brandes-Preis verleiht die Vereinigung auch den dänischen Kritikerpreis.

## Preisträger
| Nr. | Jahr | Preisträger                       | Titel                                                                            | Anmerkungen                          |
| --- | ---- | --------------------------------- | -------------------------------------------------------------------------------- | ------------------------------------ |
| 55. | 2023 | Atlas magasin                     |                                                                                  | Literaturzeitschrift                 |
| 54. | 2022 | Ida Jessen                        | Endnu en bog jeg aldrig skrev                                                    |                                      |
| 53. | 2021 | Tine Roesen                       | Dostojevskij. En introduktion                                                    |                                      |
| 52. | 2020 | Susanne Christensen               | Leonoras rejse                                                                   | Kunst- und Literaturkritik           |
| 51. | 2019 | Henrik Yde                        | NEXØ. Martin Andersen Nexøs liv og værk                                          | Biographie                           |
| 50. | 2018 | Frits Andersen                    | Sydhavsøen. Nydelsens geografi                                                   |                                      |
| 49. | 2017 | Litteraturmagasinet Standart      |                                                                                  | Literaturzeitschrift                 |
| 48. | 2016 | Ivar Gjørup                       | Platons gåde                                                                     |                                      |
| 47. | 2015 | Hans Otto Jørgensen               | Horden - 13 digterportrætter 1872-1912                                           |                                      |
| 46. | 2014 | Martin Zerlang                    | Karikaturland - i krydsild mellem danske forfattere og tegnere                   |                                      |
| 45. | 2013 | Niels Barfoed                     | Benedicte - En skæbne                                                            |                                      |
| 44. | 2012 | Sune de Souza Schmidt-Madsen      | En lille bog om Blixen                                                           |                                      |
| 43. | 2011 | Lis Møller                        | Erindringens poetik                                                              | Abhandlung                           |
| 42. | 2010 | Dan Ringgaard                     | Stedssans                                                                        | Reisebeschreibung/Essays             |
| 41. | 2009 | Erik Aksel Nielsen                | Kristendommens retorik                                                           |                                      |
| 40. | 2008 | Rune Lykkeberg                    | Kampen om sandhederne                                                            |                                      |
| 39. | 2007 | Niels Frank                       | Alt andet er løgn                                                                |                                      |
| 38. | 2006 | Mette Dalsgaard                   | En optimistisk tragedie. Sovjetruslands litteratur 1917-85                       |                                      |
| 37. | 2005 | Jens Engberg:                     | Magten og kulturen. Band 1–3                                                     |                                      |
| 36. | 2004 | Jørgen Knudsen                    | Georg Brandes. Band 1–8                                                          |                                      |
|     | 2004 | Thomas Bredsdorff                 | Den brogede oplysning                                                            | (Ehrenpreis)                         |
| 35. | 2003 | Hans Hauge                        | Post-Danmark. Politik og æstetik hinsides det naturlige                          |                                      |
| 34. | 2002 | Finn Stein Larsen                 | Den magiske livskreds. Frank Jægers lyrik                                        |                                      |
| 33. | 2001 | Søren Schou                       | Og andre forfattere. Dansk fiktionsprosa 1945-60                                 |                                      |
| 32. | 2000 | Joakim Garff:                     | SAK                                                                              | Biographie                           |
| 31. | 1999 | Marianne Juhl                     | Peter Seeberg                                                                    | Biographie                           |
| 30. | 1998 | Jørgen Haugan                     | Alt er som bekendt erotik                                                        | Biographie über Martin Andersen Nexø |
| 29. | 1997 | Peter Schepelern                  | Lars von Triers elementer                                                        | Biographie                           |
| 28. | 1996 | Per Stig Møller                   | Den naturlige orden tolv år der forandrede verden                                |                                      |
| 27. | 1995 | Henrik Wivel                      | Den store stil. Dansk symbolisme og impressionisme omkring år 1900               |                                      |
| 26. | 1994 | Inge Eriksen                      | Skytsengle                                                                       |                                      |
| 25. | 1993 | Carsten Jensen                    | Forsømmelsernes bog                                                              | Essaysammlung                        |
| 24. | 1992 | Frederik Julius Billeskov Jansen  | Kierkegaard-monografi                                                            |                                      |
| 23. | 1991 | Bjørn Bredal                      | Beilage der Weekendavisen                                                        |                                      |
| 22. | 1990 | Jens Andersen:                    | Thit - den sidste valkyrie                                                       | Biographie                           |
| 21. | 1989 | Frans Lasson                      | Olaf Bull. Brev fra en dikters liv. Band 1–2                                     |                                      |
| 20. | 1988 | Torben Brostrøm                   | Visse øjeblikke                                                                  |                                      |
| 19. | 1987 | Bodil Wamberg                     | Johanne Luise Heiberg                                                            | Biographie                           |
| 18. | 1986 | Tania Ørum                        | Pamelas døtre                                                                    |                                      |
| 17. | 1985 | Hans Hertel                       | Verdenslitteraturhistorie                                                        |                                      |
| 16. | 1984 | Poul Behrendt                     | Bissen og dullen                                                                 |                                      |
| 15. | 1983 | Pil Dahlerup                      | Det moderne gennembruds kvinder                                                  |                                      |
| 14. | 1982 | Thomas Bredsdorff:                | Tristans børn. Angående digtning om kærlighed og ægteskab i den borgerlige epoke |                                      |
| 13. | 1981 | Keld Zeruneith                    | Den frigjorte. Emil Aarestrup i digtning og samtid. En biografi                  | Dissertation                         |
| 12. | 1980 | Nynne Koch                        | Kvindestudier mv                                                                 |                                      |
| 11. | 1979 | John Chr. Jørgensen               | Litteraturen og hverdagen                                                        |                                      |
| 10. | 1978 | Morten Borup                      | Georg Brandes breve til forældrene 1859- 71                                      |                                      |
| 9.  | 1977 | Ulrich Horst Petersen             | Ulrich Horst Petersen i H.C. Andersens verden                                    |                                      |
| 8.  | 1976 | Ebbe Spang-Hanssen                | Kulturblindhed                                                                   |                                      |
| 7.  | 1975 | Børge Houmann                     |                                                                                  |                                      |
| 6.  | 1974 | Oluf Friis                        | Den unge Johannes V. Jensen 1873-1902. I-II                                      |                                      |
| 5.  | 1973 | Villy Sørensen                    | Uden mål - og med                                                                | Essays                               |
| 4.  | 1972 | Peter P. Rohde                    | Både - og                                                                        |                                      |
| 3.  | 1971 | Jørgen Bukdahl                    | Folkelighed og eksistens                                                         |                                      |
| 2.  | 1970 | Sven Møller Kristensen            | Litteratursociologiske essays                                                    |                                      |
| 1.  | 1969 | Aage Henriksen Johan Fjord Jensen | Kritik                                                                           | Zeitschrift                          |